# Мечеть Ахо
Мечеть Ахо (груз. ახოს ჯამე) — пятничная мечеть в Аджарии, автономной республике на юго-западе Грузии. Она является самой старой сохранившейся мечетью в Аджарии, будучи датируемой 1818 годом. Здание известно своей декоративной деревянной резьбой на двери и минбаром, а также слиянием османских мотивов и элементов народной грузинской архитектуры в своём облике. Мечеть внесена в список недвижимых памятников культуры национального значения Грузии.

## Расположение и история
Мечеть Ахо расположена на территории старого кладбища в одноимённом селе, относящемся к Кедскому муниципалитету Аджарии. Она была построена лазским мастером Устой Хусейном в 1233 году по хиджре (1817/1818), когда этот регион находился под властью Османской империи, и реконструирована в 1340 году по хиджре (1921/1922), о чём свидетельствует краеугольный камень у основания минарета. После периода закрытия в советской время мечеть вновь стала функционировать в 1990-е годы.

## Описание
Мечеть представляет собой двухэтажное деревянное строение, прямоугольное в плане со сторонами 8,8 на 9,3 метров. Первый этаж служит погребом, а второй — молитвенной комнатой, обладающей двумя ярусами окон. Крыша мечети выложена керамической плиткой. На южной стороне находится арочный зубчатый михраб с арабской надписью. Купол здания украшен масляными картинами (ныне повреждёнными и покрытыми простой древесноволокнистой обшивкой) и имеет витиеватую балюстраду, часть которой образует подобие балкона. Нижняя часть минарета возведена методом сухой каменной кладки и представляет собой остатки более старого минарета, разрушенного в 1920 году. Остальная же его ныне существующая часть была построена в 1990-х годах. Минбар и балюстрада украшены деревянной резьбой, раскрашенной в разные цвета. Здание освещается за счёт нескольких окон, прорезанных в каждой стене. Парадная дверь с замысловатой деревянной резьбой представляет собой современную копию оригинала, который в советское время был вывезен в Государственный музей Аджарии в Батуми.